# Caldera de Taburiente
Caldera de Taburiente este o arie protejată (arie specială de conservare — SAC, sit de importanță comunitară — SCI, arie de protecție specială avifaunistică — SPA) din Spania întinsă pe o suprafață de 4.354,7 ha, integral pe uscat.

## Localizare
Centrul sitului Caldera de Taburiente este situat la coordonatele 28°43′17″N 17°52′00″W / 28.7215°N 17.8668°V.

## Înființare
Situl Caldera de Taburiente a fost declarat arie de protecție specială avifaunistică în septembrie 1987 pentru a proteja 1 specie de plante și 5 specii de animale. Alte tipuri de protecție:
- sit de importanță comunitară (în octombrie 1999)
- arie specială de conservare (în ianuarie 2010)[1][2][3]

## Biodiversitate
Situată în ecoregiunea , aria protejată conține 3 habitate naturale: Lande oro-mediteraneene cu formațiuni endemice de grozamă, Pante stâncoase silicioase cu vegetație casmofită, Păduri de pin endemic canariene.
La baza desemnării sitului se află mai multe specii protejate:
- plante (1): Echium gentianoides
- păsări (5): uliu păsărar (Accipiter nisus granti), Columba bollii, Columba junoniae, Pyrrhocorax pyrrhocorax, turturică (Streptopelia turtur)

Pe lângă speciile protejate, pe teritoriul sitului au mai fost identificate 16 specii de plante.